# アレクサンデル1世 (ローマ教皇)
アレクサンデル1世（Alexander I, ? - 116年3月3日?）は、ローマ教皇（在位：109年? - 116年?）。
おそらくローマ人（ローマ出身のイタリア人）で、殉教したであろうと思われるが、それ以外のことは何もわかっていない。カトリック教会の聖人である。